# Sword of the Stars
 (janvier 2010).
Sword of the Stars est un jeu vidéo 4X de stratégie en temps réel développé par Kerberos Productions, sorti en 2006 sur PC (Windows). Il a pour suite Sword of the Stars II: Lords of Winter .

## Système de jeu

### Généralités
La partie gestion du jeu se déroule en tour par tour sur une carte stratégique en 3D où figurent les planètes, systèmes et flottes que l'on peut déplacer. Tous les joueurs, IA ou humains, voient leurs flottes se déplacer simultanément à la fin du tour et des combats se déclenchent en cas de rencontre. Les batailles ont lieu cette fois en temps réel sur un champ de bataille en 3D où figurent aussi planètes et champs d'astéroïdes lorsque ceux-ci sont dans la zone de combat. Pendant cette phase de bataille le joueur peut bouger ses vaisseaux à volonté.
Ce système rappelle celui de la série Total War malgré un cadre différent.
6 races sont désormais disponibles grâce aux extensions du titre :
- Les Humains
- Les Liirs : des sortes de dauphin, seule race aquatique du titre.
- Les Hiver : des insectes qui fonctionnent en ruche et sont dirigés par une reine.
- Les Tarkas : sorte d'hommes-lézards qui rappellent des samouraïs par leur façon de penser.
- Les Morrigis : de grands oiseaux se prenant pour des dieux, la race la plus ancienne (apparu dans A Murder of Crows).
- Les Zuuls : à mi-chemin entre le loup-garou et le lézard, race très agressive apparue dans Born of Blood et faisant office d'ennemi commun.

Chaque race a ses particularités, essentiellement au niveau du déplacement sur la carte de campagne, de leurs technologies propres et de quelques particularités de gestion.
Le jeu ne propose pas de campagne à proprement parler mais une vingtaine de scénarios indépendants, avec des objectifs à remplir et des « parties escarmouches » sur une grande quantité de cartes que le joueur peut personnaliser en choisissant entre autres le nombre de joueurs, la quantité d'étoiles, la distance moyenne entre elles, la forme prise par la galaxie et la fréquence des rencontres aléatoires.
L'une des particularités du jeu est que tout passe par le développement technologique, y compris le développement de la diplomatie. Le joueur doit en effet développer des traducteurs pour chacune des races qu'il rencontre, ainsi que des technologies culturelles afin d'avoir de nouvelles possibilités diplomatiques. Le comportement des races lorsqu'elles sont jouées par l'IA suit aussi une certaine logique. Par exemple, les Tarkas, qui placent l'honneur au-dessus de tout, ne s'allieront qu'à des adversaires ayant prouvé leur valeur au combat, même face à eux.
Les possibilités diplomatiques ne deviennent importantes qu'une fois les options débloquées, avec notamment la possibilité de demander de l'aide sur une planète précise ou de financer la recherche d'une autre faction.
Une fois toutes les expansions installées, l'arbre technologique est vaste avec plus de 200 technologies et améliorations, mais sa principale particularité est d'être partiellement aléatoire, les mêmes technologies n'apparaissant pas à chaque partie, le pourcentage de chance d'apparition est différent pour chacune des races. La vitesse de développement des technologies varie en fonction du budget que le joueur y alloue par l'intermédiaire d'un curseur, une grande part du budget devant être consacré dès le départ pour développer les technologies vitales à l'expansion des premiers tours. Améliorer les moteurs permet d'augmenter la vitesse aussi bien en bataille que sur la carte de gestion stratégique (variable selon les races).
Le but du jeu est de s'étendre, que ce soit sur des planètes inhabitées ou au détriment des autres factions. La colonisation se fait par l'envoi de simples « vaisseaux de colonisation » sur les planètes découvertes. Le joueur doit alors terraformer la planète pour son peuple, terraformation qui varie selon les conditions de départ de planète qui peuvent être plus ou moins hostiles, le nombre de vaisseaux de colonisation envoyés, les technologies maîtrisées par le joueur et le budget alloué.
Le joueur choisit aussi entre privilégier la terraformation ou le développement des infrastructures de sa nouvelle colonie, les infrastructures augmentant la production industrielle, sachant qu'une colonie non acclimatée verra le taux de mortalité des colons grimper.
Un chiffre, le climat hasard, allant de 0 à plus de 1500 indique la difficulté que représentera la colonisation de la planète. En fonction de ce chiffre, le coût de la colonisation variera fortement voire sera impossible sans avoir développé des technologies de terraformation très poussées. La mortalité des colons varie aussi en fonction de ce chiffre et de la résistance de la race choisie. Lorsque ce chiffre chute à un certain niveau, les colons commencent à se reproduire par eux-mêmes. La terraformation prend fin lorsqu'il atteint zéro, néanmoins il peut remonter en cas de bataille proche de la planète ou de bombardement, certaines armes endommageant le climat plus que d'autre. Certaines planètes, bien que rares, peuvent se révéler totalement impossibles à coloniser.
Pour la gestion, le principe est que les colonies du joueur se construisent seules, les quelques paramètres modifiables étant seulement :
- Le nombre de colons que le joueur installe,
- Le choix entre produire ou commercer, qui influe sur les revenus générés par la planète et sur sa capacité de production industrielle qui détermine la production de vaisseaux, de défenses et autres bases orbitales,
- La surexploitation de la planète ou non : Si oui, la surproduction peut provoquer des troubles chez les colons auquel cas le joueur peut toujours mettre en place une police militaire et des systèmes de propagande. Sinon, la production est limitée,
- Le choix des vaisseaux, stations et défenses à produire.

Les planètes comportent aussi un « chiffre de ressources » qui indique la richesse du sous-sol du monde colonisé, et influe donc sur le paramètre de la production industrielle. Le joueur peut augmenter ses ressources en construisant des vaisseaux miniers et en les envoyant sur des mondes non colonisés, de préférence des mondes hostiles à la vie, pour ramener ses ressources sur les colonies les plus pauvres afin d'améliorer leur production. Augmenter le curseur de surexploitation consomme aussi les ressources d'une planète mais permet de dynamiser la plupart des secteurs, y compris la terraformation.
Les colons de différentes races peuvent cohabiter sur une même planète, mais le joueur devra développer les technologies culturelles liées à la race cohabitant avec ses colons pour éviter les problèmes de révolte et les luttes ethniques. Certaines races cohabitent plus facilement que d'autres si elles n'occupent pas le même environnement géographique : ainsi, les Liirs sont les seuls à peupler les océans et ne sont pas rivaux des autres races plus continentales. Cela permet aussi de dépasser le maximum de population d'une colonie.
Des routes commerciales peuvent être ouvertes entre les mondes amis mais aussi alliés afin de générer du revenu, des vaisseaux de commerces construits au préalable sont alors assignés à ces routes, à raison d'un maximum de 5 vaisseaux par voie commerciale. Les actes de piraterie sont aussi possibles afin de gêner le commerce des autres factions et de gagner des crédits. Des pirates neutres peuvent aussi apparaître, le joueur devra alors les traquer et les détruire à moins qu'ils ne fuient sur le territoire d'une autre faction.

### Vaisseaux
Il y a d'abord trois grands types de vaisseau : les destroyers (DE), petits et rapides, mais faibles en puissance ; les croiseurs (CR), l'épine dorsale des flottes ; et les dreadnought (DN), très gros et résistants, mais aussi puissants que lents.
Le joueur peut personnaliser chaque vaisseau en trois étapes. Il peut choisir un design pour l'avant, un pour le milieu et un pour les moteurs parmi un grand nombre de choix disponibles dès le départ ou déblocables par l'intermédiaire des technologies. Chaque design a ses propres statistiques et particularités. C'est à ce stade que l'on choisit quelle sera la fonction principale du vaisseau, en dotant la partie centrale, ou plus rarement l'avant, d'un module spécifique pour une mission précise, des combinaisons étant possibles comme un module radar avancé à l'avant avec un module de commandement au centre.
Chaque partie des vaisseaux a des emplacements pour les armements légers, moyens et lourds. Le joueur choisit alors quels types d'armes placer pour chacun d'eux en prenant en compte leur angle de tir. Il existe de nombreux types d'armes : des canons, des lasers, des missiles, des torpilles mais aussi des grappins ou encore des modules d'abordage. Le joueur donne ensuite un nom au modèle et peut lancer sa production en masse sur chaque planète assez évoluée pour les produire.
C'est ainsi que se créent tous les types de vaisseaux : raffineur, réparateur, escorteur, lance-torpille, mineur, police, etc.
Les plates-formes de défense et les satellites se construisent et se conçoivent de la même manière.
Il est également possible de concevoir les vaisseaux de commandement, les plus importants d'une flotte, en dotant un destroyer ou un croiseur d'un module de commandement en coque centrale. Ces vaisseaux permettent d'augmenter le nombre de vaisseaux mobilisables sur un champ de bataille ; c'est aussi à côté de ceux-ci qu'apparaissent les renforts, qui arrivent au fur et à mesure des pertes rencontrées par le joueur lorsque sa flotte est trop importante pour être déployée d'un coup. Il faut impérativement un vaisseau de commandement pour amener une flotte conséquente sur le champ de bataille, que ce soit en défense ou en attaque. À un stade avancé du jeu, on peut posséder jusqu'à 80 points de commandement par flotte. Un dreadnought consomme 18 points, un croiseur 6 et un destroyer 2. Les chasseurs et bombardiers, obligatoirement transportés par les vaisseaux plus imposants, n'entrent pas dans ce calcul.
C'est aussi le vaisseau de commandement qui permet de donner une formation à sa flotte, mais cela se fait avant le combat via un menu lors de la phase d'ordre. Ce menu permet aussi de sélectionner quels vaisseaux seront présents dans le premier groupe de combat et d'ainsi éviter que les raffineurs se retrouvent au milieu du combat. Un second puis un troisième groupe peuvent être formés lorsque la flotte est vraiment très importante.

## Extensions
Le jeu possède trois extensions :
- 2007 : Sword of the Stars: Born of Blood

Cette extension ajoute la race des Zuul et des améliorations au niveau de l'interface.
- 2008 : Sword of the Stars: A Murder of Crows

Cette extension, sortie le 3 octobre 2008, ajoute la race des Morrigi et les technologies Xeno Tech et Drone. Elle a été diffusée en exclusivité par GamersGate avant d'être distribuée au format boîte.
- 2009 : Sword of the Stars: Argos Naval Yard

Cette extension, sortie le 22 mai 2009, ajoute de nouveaux vaisseaux, de nouvelles technologies et de nouvelles armes.

## Accueil
| Sword of the Stars    |      |       |
| Média                 | Pays | Notes |
| GameSpot              | US   | 74 %  |
| IGN                   | US   | 77 %  |
| Jeuxvideo.com         | FR   | 12/20 |
| Compilations de notes |      |       |
| Metacritic            | US   | 68 %  |